# 傅子恩
傅子恩（1991年2月7日—），綽號聰聰，中國演員及導演兼编剧，出生於北京，畢業於北京電影學院，已故中國演員傅彪之子，母為中國女演員張秋芳。

## 外部連結
- 父亲傅彪去世后，被葛优视为亲儿子，冯小刚帮还债 - 新浪 （页面存档备份，存于）
- 已逝演员傅彪儿子近照曝光 - 台海网 （页面存档备份，存于）